# Taylor Hale
 (septembre 2023).
La mise en forme du texte ne suit pas les recommandations de Wikipédia : il faut le « wikifier ».
Les points d'amélioration suivants sont les cas les plus fréquents. Le détail des points à revoir est peut-être précisé sur la page de discussion.
- Les titres sont pré-formatés par le logiciel. Ils ne sont ni en capitales, ni en gras.
- Le texte ne doit pas être écrit en capitales (les noms de famille non plus), ni en gras, ni en italique, ni en « petit »…
- Le gras n'est utilisé que pour surligner le titre de l'article dans l'introduction, une seule fois.
- L'italique est rarement utilisé : mots en langue étrangère, titres d'œuvres, noms de bateaux, etc.
- Les citations ne sont pas en italique mais en corps de texte normal. Elles sont entourées par des guillemets français : « et ».
- Les listes à puces sont à éviter, des paragraphes rédigés étant largement préférés. Les tableaux sont à réserver à la présentation de données structurées (résultats, etc.).
- Les appels de note de bas de page (petits chiffres en exposant, introduits par l'outil «  Source ») sont à placer entre la fin de phrase et le point final[comme ça].
- Les liens internes (vers d'autres articles de Wikipédia) sont à choisir avec parcimonie. Créez des liens vers des articles approfondissant le sujet. Les termes génériques sans rapport avec le sujet sont à éviter, ainsi que les répétitions de liens vers un même terme.
- Les liens externes sont à placer uniquement dans une section « Liens externes », à la fin de l'article. Ces liens sont à choisir avec parcimonie suivant les règles définies. Si un lien sert de source à l'article, son insertion dans le texte est à faire par les notes de bas de page.
- La présentation des références doit suivre les conventions bibliographiques. Il est recommandé d'utiliser les modèles {{Ouvrage}}, {{Chapitre}}, {{Article}}, {{Lien web}} et/ou {{Bibliographie}}. Le mode d'édition visuel peut mettre en forme automatiquement les références.
- Insérer une infobox (cadre d'informations à droite) n'est pas obligatoire pour parachever la mise en page.

Pour une aide détaillée, merci de consulter Aide:Wikification.
Si vous pensez que ces points ont été résolus, vous pouvez retirer ce bandeau et améliorer la mise en forme d'un autre article.
Pour les articles homonymes, voir Hale.
Taylor Mackenzie Dickens Hale (née le 31 décembre 1994) est une personnalité américaine de la télé-réalité et ancienne titulaire d'un titre de concours de beauté. Elle est la gagnante de la 24e saison de la série de télé-réalité américaine Big Brother, devenant ainsi la première femme afro-américaine à remporter la série. Elle est également la première à remporter à la fois le jeu et le prix America's Favorite Houseguest.
Avant Big Brother, elle a été couronnée Miss Michigan USA 2021 et a remporté Miss Congeniality au concours Miss USA 2021 .

## Vie privée
Hale est né le 31 décembre 1994 à Détroit, Michigan. Elle a fréquenté la Detroit Country Day School de la maternelle à la 12e année (équivalant à la terminale en France) et a obtenu son diplôme en 2013. Elle est diplômée de l'Université George Washington en 2017, où elle était membre de la sororité Alpha Phi. Hale réside à West Bloomfield, Michigan.
Le 9 novembre 2022, elle a confirmé sa relation avec son compatriote Joseph Abdin, candidat à Big Brother 24. Ils ont annoncé leur rupture le 19 avril 2023.

## Miss Michigan États-Unis
Hale a remporté le concours Miss Michigan USA 2021 en août 2021 après un report de près d'un an en raison de la pandémie de COVID-19. Elle n'a pas participé au concours Miss USA 2021, mais elle a reçu le prix Miss Congeniality.

## Big Brother
CBS a annoncé Hale comme invité de Big Brother 24 le 5 juillet 2022. Les colocataires de Hale l'ont ostracisée en entrant dans la maison, faisant d'elle une première cible dans le jeu et la conduisant à être nommée pour l'expulsion au cours de chacune des deux premières semaines. Hale a également été la cible de commentaires jugés micro-agressifs par certains téléspectateurs de l'émission, et de remarques désobligeantes sur son apparence et sa personnalité,,. Au cours de la troisième semaine, Hale a rejoint l'alliance "The Leftovers", assurant sa sécurité pour le reste de la saison. Hale a remporté deux concours de chef de famille pendant les semaines six et onze.
Hale a reçu le grand prix de 750 000 $ par le jury de la saison, remportant par un vote de 8 contre 1 contre Monte Taylor et devenant ainsi la première femme afro-américaine à remporter une saison de Big Brother. Elle est également la première invitée à remporter à la fois le jeu et le prix America's Favorite Houseguest, lui accordant 50 000 $ supplémentaires. Avec des gains totaux en espèces de 800 000 $, Hale a remporté le plus d'argent parmi tous les invités de l'histoire de la série.